# Eparchie Mar Addai of Toronto
Die Eparchie Mar Addai of Toronto ist eine in Kanada gelegene Eparchie der chaldäisch-katholischen Kirche mit Sitz in Toronto.

## Geschichte
Die Eparchie Mar Addai of Toronto wurde am 10. Juni 2011 durch Papst Benedikt XVI. errichtet. Erster Bischof wurde Hanna Zora.

## Bischöfe
- 2011–2015 Hanna Zora
- 2015–2017 Emmanuel Challita, dann Bischof der Eparchie Saint Peter the Apostle of San Diego
- 2017–2021 Bawai Soro
- seit 2021 Robert Jarjis